# Junte d'Estrémadure
La Junte d'Estrémadure (en espagnol : Junta de Extremadura) est l'institution politique exerçant le pouvoir exécutif et réglementaire dans la communauté autonome d'Estrémadure, en Espagne.
Dirigée par le président de la communauté autonome et composée de conseillers (consejeros), ses attributions sont régies par le statut d'autonomie et la loi relative au gouvernement. Elle siège au Convento Santiaguista, à Mérida.

## Composition
La Junte d'Estrémadure est composée du président, des vice-présidents le cas échéant, et des conseillers (consejeros), dont le rôle équivaut à celui des ministres.

### Nomination
Les vice-présidents et les conseillers sont nommés à sa discrétion par le président, qui doit en rendre compte à l'Assemblée et leur attribuer à chacun la direction d'un département exécutif (consejería). Leur mandat commence lors de la cérémonie de prise de fonction.

### Fin des fonctions
Le mandat des conseillers prend fin en même temps que celui du président, ainsi qu'en cas de démission, de révocation décidée à sa discrétion par le président, et en cas de décès. Dans les trois premiers cas, la fin des fonctions est effective lors de la publication du décret correspondant au Journal officiel.

## Attributions
La Junte d'Estrémadure : 
- établit la politique générale de la communauté autonome, conformément au programme politique défini par le président, et dirige l'administration ;
- approuve les projets de loi, décide de leur dépôt sur le bureau de l'Assemblée, et leur éventuel retrait ;
- approuve le projet de loi de finances et adopte les mesures nécessaires à son exécution ;
- rédige les décrets législatifs, après délégation de l'Assemblée ;
- approuve ou s'oppose à l'examen des propositions de loi qui impliquent une hausse des dépenses ou une baisse des recettes budgétaires ;
- délibère sur la question de confiance que le président souhaite poser devant l'Assemblée, et sur la dissolution de celle-ci par le président ;
- sollicite la convocation d'une session extraordinaire de l'Assemblée ;
- approuve, après avis du conseil consultatif, les règlements d'application des lois, et le reste des dispositions réglementaires dans le cadre des compétences que le statut d'autonomie lui attribue ;
- approuve et autorise les accords de collaboration et coopération avec l'État et les autres administrations publiques ;
- adopte les mesures nécessaires à l'exécution, sur le territoire régional, des traités et conventions internationaux et autres actes normatifs qui touchent aux compétences de la communauté autonome ;
- décide d'intenter un recours en inconstitutionnalité ou en conflit de compétences devant le Tribunal constitutionnel ;
- tranche les recours intentés devant elle ;
- autorise les dépenses relevant de sa compétence ;
- crée les commissions déléguées du conseil de gouvernement ;
- approuve la structure organique des départements exécutifs ;
- nomme et relève de leurs fonctions, sur proposition de conseiller compétent, les hauts fonctionnaires régionaux ;
- désigne les représentants de la communauté autonome dans certains organes économiques, institutionnels, financiers et dans les entreprises publiques, et en rend compte à l'Assemblée ;
- accorde les honneurs et distinctions.

## Fonctionnement
La Junte d'Estrémadure se réunit en conseil de gouvernement ou en commissions déléguées.
Le conseil de gouvernement est convoqué par le président, sur un ordre du jour déterminé. Il peut aussi être réuni sans convocation préalable, si le président le décide et si les deux tiers des membres sont présents. En cas de réunion ordinaire, le quorum est atteint en présence du président et de la moitié des conseillers,.
Les discussions ont un caractère secret, tout comme les documents présentés. Cette obligation vaut également pour les personnalités extérieures invitées à une réunion spécifique,. Après chaque réunion, le secrétaire du conseil — le conseiller titulaire du département compétent sur les affaires de la présidence — dresse un compte-rendu synthétique qui indique les décisions adoptées.
Les commissions déléguées sont créées par décret. Celui-ci précise les fonctions et compétences de la commission, sa composition et qui en assure la présidence en l'absence du président de la communauté autonome.